# Atxondo
Axpe Atxondo en basque ou Axpe Achondo en espagnol est une commune de Biscaye dans la communauté autonome du Pays basque en Espagne.
Le nom officiel de la ville est Atxondo.

## Toponymie
L'étymologie du toponyme Atxondo peut venir de Atz (pierre, rocher en basque) et ondo (à côté), c'est-à-dire à côté du rocher.

## Situation et accès
Atxondo se situe dans l'extrémité sud-ouest de la province et de la comarque, dans la limite avec l'Alava. La municipalité occupe la zone la plus accidentée, depuis les bords de la rivière Ibaizabal, qui se forme ici à la confluence des rivières Zumelegi, Elorrio, Arratzola (ou Txareta), jusqu'au sommet de l'Anboto (1 296 m). La paroi calcaire que forme ces montagnes, qui par ce côté est très abrupte avec des dénivelés de plus de 600 m, en font, un rideau de fond à toute la municipalité, d'où son nom.
Atxondo est limitée par les municipalités suivantes : au nord par Abadiño et Elorrio, au sud par Aramaio (Alava), à l'est par Elorrio et à l'ouest par Abadiano.
Axpe Atxondo peut se diviser en deux zones : la zone industrielle, Apatamonasterio, avec une population groupée autour des voies de communication, et le reste de la municipalité, avec un habitat dispersé dans des fermes ou formant de petits noyaux dans les pentes des collines avoisinantes. Jusqu'à il y a quelques années, il y avait une constante diminution de la population vers d'autres noyaux industriels du Durangaldea, mais depuis 1977 cette population a augmenté avec l'installation de quelques usines. La population dans le dernier recensement est de 1 507 habitants.

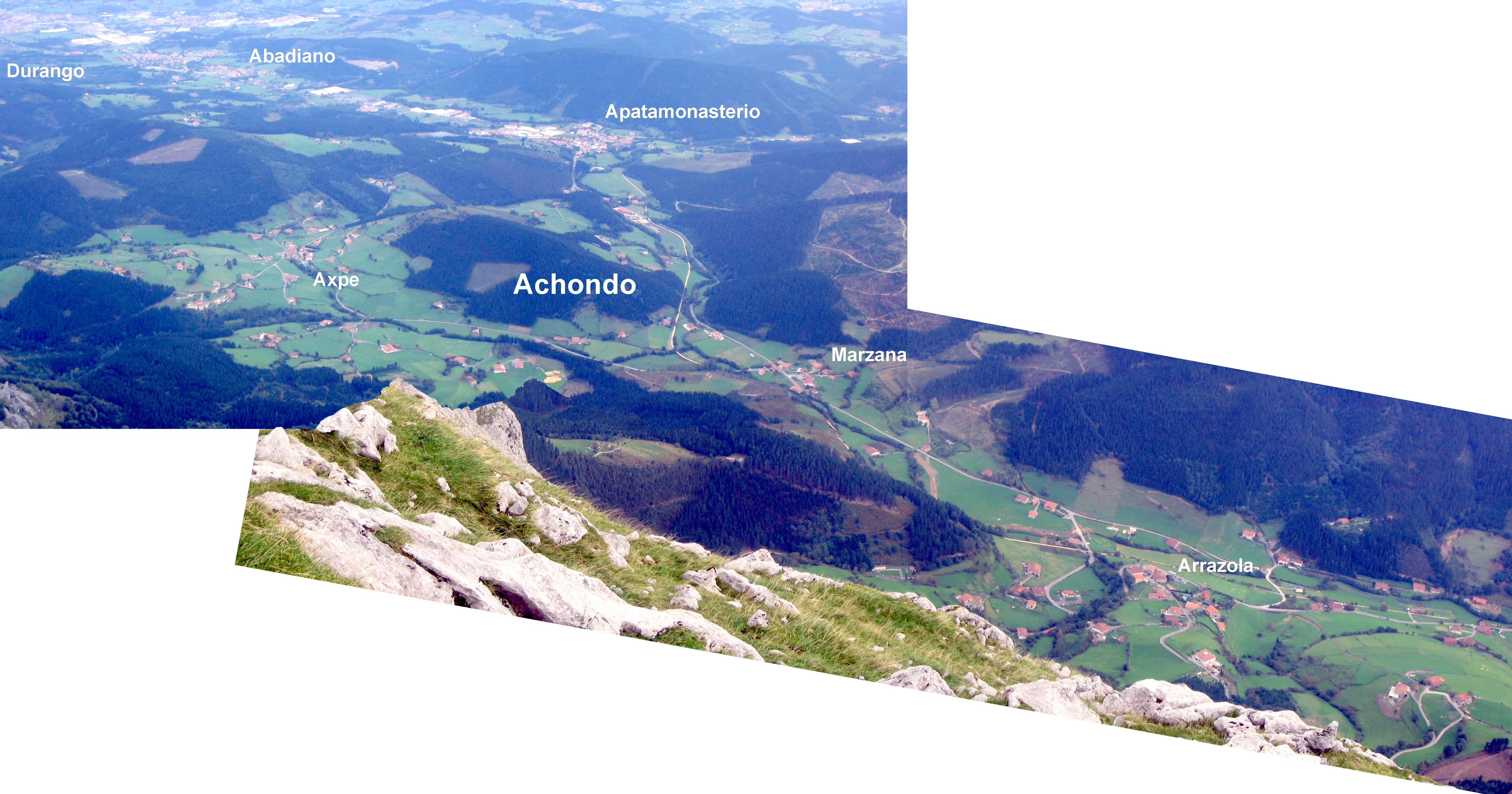
Vue générale de la comarque du Durangaldea
avec la vallée d'Atxondo au premier plan. Les noyaux urbains qui l'entoure composent
les municipalités de Durango et Abadiño.

## Communications
Les communications sont centrées sur la route BI-634 qui traverse la municipalité par le quartier d'Apatamonasterio et relie Durango avec Arrasate. cette route fait partie de l'axe Beasain (Guipuusoa) - Durango. À Durango elle relie la N 634 et l'autoroute AP-8 qui unissent à leurs tours les capitales de la Biscaye et du Gipuzkoa et à Arrasate avec l'autoroute AP-1 qui unit l'Alava avec le bassin du fleuve Deba. La capitale de la province se trouve à 36 km de Bilbao, et à 6 km de Durango.
Dans le passé, elle a disposé du chemin de fer, la ligne Durango - Elorrio avait une gare dans le quartier d'Apatamonasterio, d'où partait une voie jusqu'à Arratzola. Cette voie a été construite pour un train minier, mais prenait aussi des passagers.

## Hydrographie
La municipalité est enclavée dans le bassin de la rivière Ibaizabal. La zone la plus méridionale, attenante avec la province d'Alava, appartient déjà au bassin méditerranéen. Ici la rivière Azunza prend sa source, affluent de l'Urkiola.
À Apatamonasterio la rivière Elorrio, qui, jusque-là s'appelle Zumelegi, prend le nom d'Ibaizabal où afflue la rivière Txareta (ou Arratzola), qui nait dans le Besaide et parcourt toute la vallée de l'Arratzola en reprenant les petits cours d'eau venant des montagnes qui l'entourent.

## Orographie
Les falaises du Durangaldea ou montagne d'Anboto marquent la municipalité. Celle-ci s'étend depuis les bords de l'Ibaizabal jusqu'aux sommets de l'Anboto sur un dénivelé vertigineux de plus de 600 m.
La suite montagneuse est orientée SE-NO et parcourt tout le centre et sud du territoire municipal. Entre les crêtes et les bords de la rivière il y a une série de collines où se situent les quartiers ruraux et les anciennes elizates d'Axpe et d'Arratzola.

## Économie
L'activité la plus significative à Atxondo est l'agriculture et le bétail. L'industrie également, comme dans toute la comarque, pèse dans l'économie de la municipalité.
Le secteur primaire: la prédominance de fortes pentes calcaire ne permettent pas une exploitation normale du terrain. Cela réduit considérablement le labourage. Les exploitations agricoles sont petites, pour une consommation propre et tout au plus, la vente sur les marchés de la comarque. L'exploitation d'élevage est plus développée. Elle est consacrée principalement à la production de viande bovine et de lait bien qu'on élève aussi des ovins et caprins.
Bien que l'exploitation minière ait été historiquement importante, avec des mines de cuivre et de fer qui ont été exploitées depuis le Moyen Âge (dans un certain cas on a trouvé des indices d'exploitations précédentes), celle-ci a cessé vers le milieu du XXe siècle. L'importance de ces mines est reflétée dans la construction d'un chemin de fer minier qui parcourait toute la vallée d'Arratzola jusqu'à ces dernières situées sur les hauteurs du Besaide. Il y a une certaine activité forestière.
Le secteur secondaire: à Apatamonasterio, à côté de la route, on a installé plusieurs usines. Elles ont beaucoup d'importance pour la municipalité. Les industries qui sont situées ici sont intimement liées avec tout l'environnement industriel de la comarque de Durangaldea ainsi que de Debagoiena et de Debabarrena.
Le secteur des services: est petit pour couvrir les nécessités quotidiennes de la population qui est attirée par la proximité de Durango où on effectue les achats plus spécialisés. Il y a un certain développement du tourisme et de la restauration avec des établissements de bonne qualité et d'une certaine réputation.

## Histoire
Jusqu'en 1962 dont les trois elizates qui composent maintenant la municipalité d'Atxondo sont unies, chacune d'elles a sa propre histoire. Comme toutes les elizates, leurs origines se fondent dans l'histoire et sont rattachées à l'origine de la Lur Laua de Biscaye.
Les elizates d'Arratzola, d'Axpe-Martzaa et d'Apatamonasterio appartenaient à la mérindade de Durango et avaient voix et vote dans ses Juntes Générales (assemblées), qu'avaient lieu dans le complexe Juradero de Gerendiaga et la Casa de Juntas d'Astola à Abadiño.

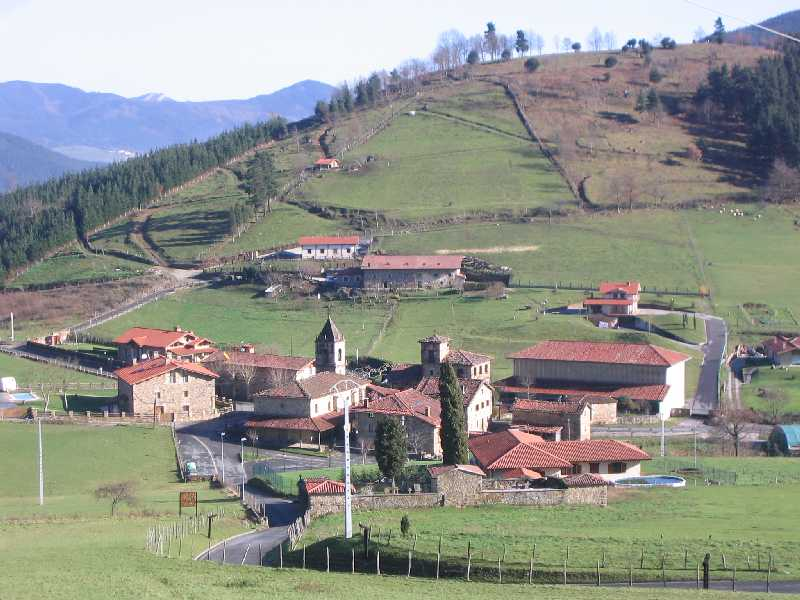
Quartier de Axpe, vue générale
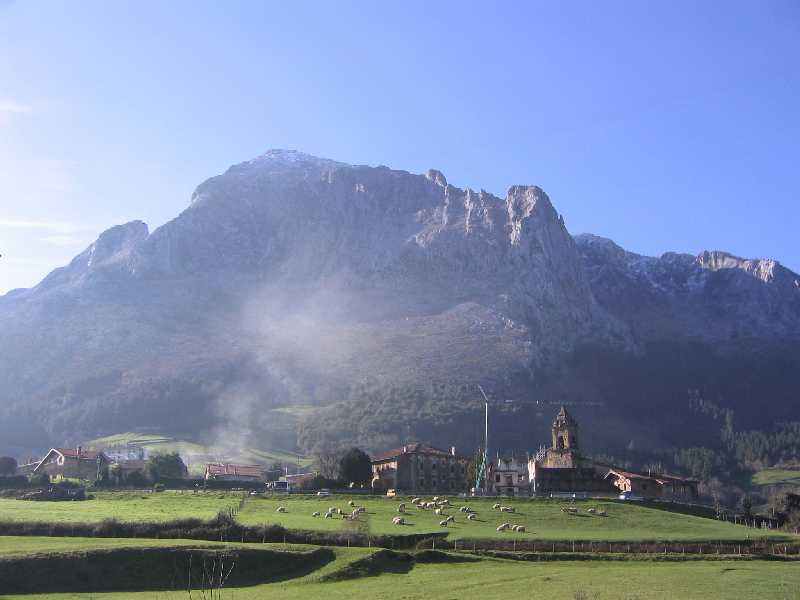
Quartier de Arratzola avec l'Anboto
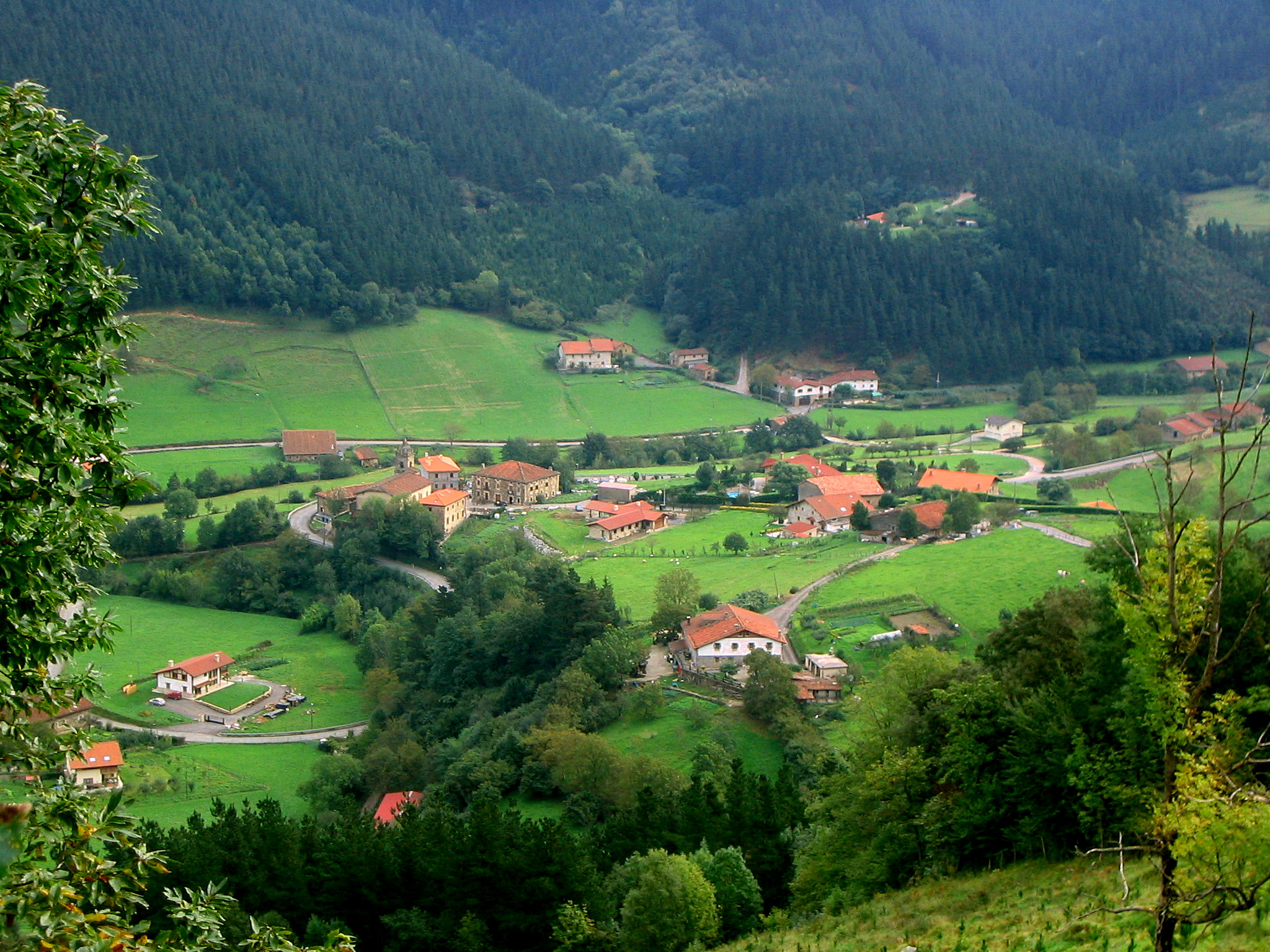
Quartier de Arratzola, vue générale
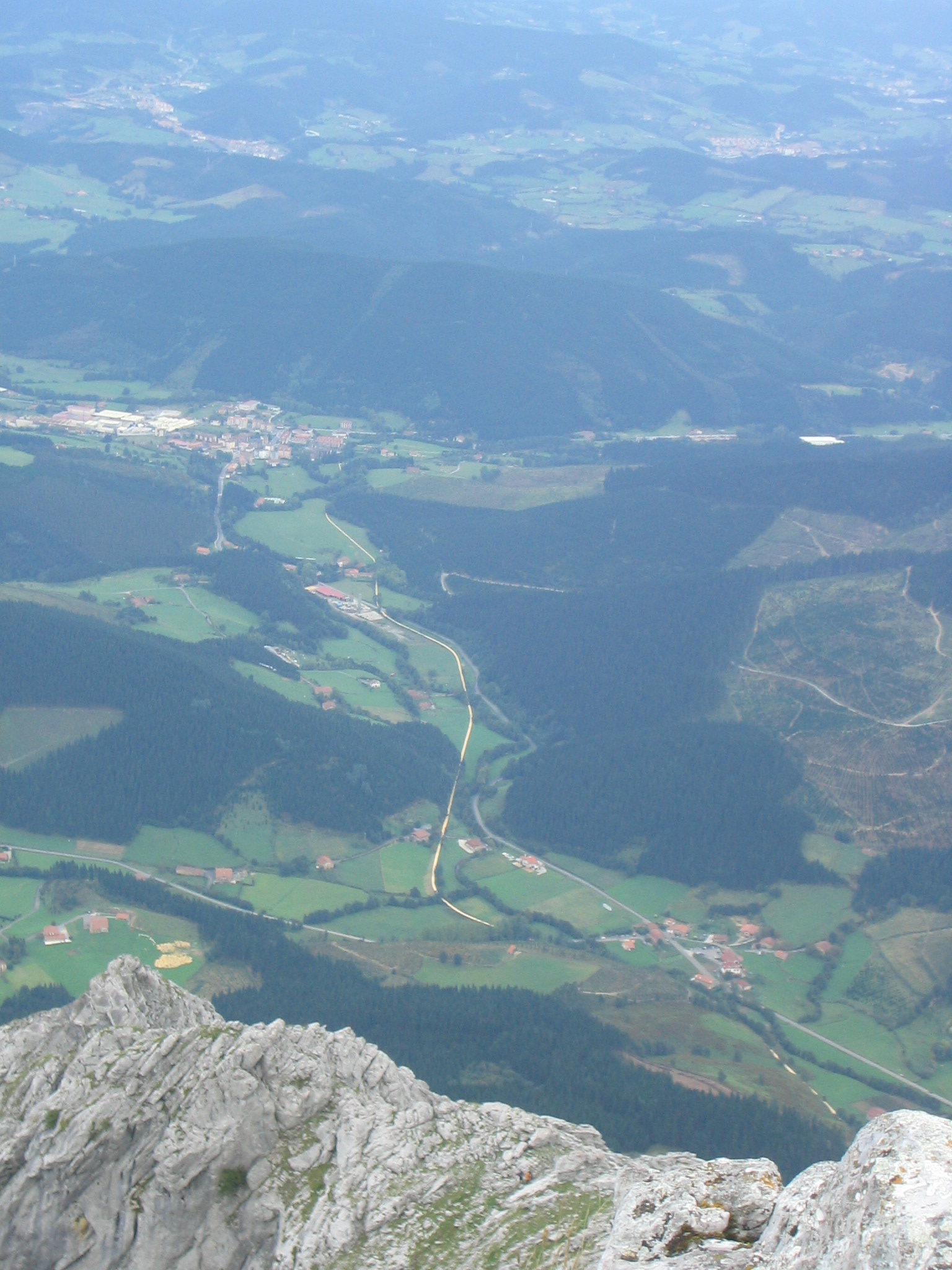
Quartier de Apatamonasterio et Marzana, vue générale

### Elizate d'Apatamonasterio
Le nom d'Apatamonasterio, signifiant monastère d'ecclésiastiques, a été choisi pour faire la différence entre le monastère qui a été fondé en ce lieu et un autre qui existait dans l'elizate voisine de San Agustín d'Etxebarria.
Pendant les guerres des bandes, elle s'est jointe aux côtés des oñaciens. Comme membre de la mérindade de Durango, elle disposait d'un siège et vote au nombre de 10 dans ses Juntes et était régie par un fidèle.
Jusqu'à 1857 il n'a pas eu paroisse propre, puisque son église était annexe à celle d'Abadiño, d'abord et ensuite à celle de San Agustín.
Son économie a historiquement dépendu fondamentalement de l'agriculture.

### Elizate d'Arratzola

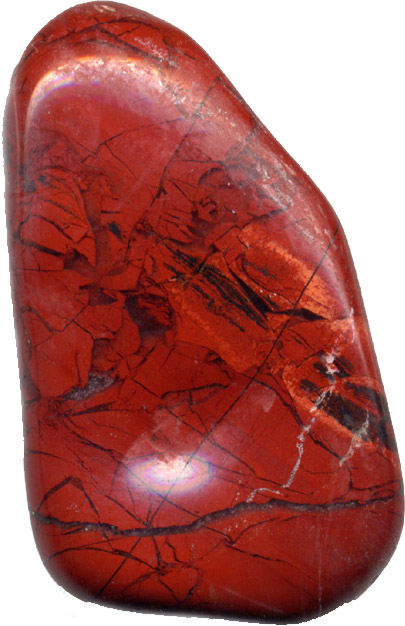
Pièce de jaspe polie de 2.5 cm.

Pendant la guerre des Bandes il a aussi appartenu aux Oñaciens, l'influence du Seigneur de Marzana s'était faite sentir dans toute la vallée. Comme membre de la mérindade de Durango, il disposait de siège et vote au nombre de 8 dans ses Juntes et était régie par un fidèle.
Le fils Esteban Úrizar était d'une de ces maisons solaires, celle de Úrizar, Capitaine général des armées et gouverneur du Pérou pendant le règne de Philippe II.
En 1510 elle a été constituée en paroisse de San Miguel dans ce qui était un ermitage par consentement Juan Sáez et Sancho Martínez auxquels les Rois Catholiques avaient donné le privilège de patrons perpétuels de cette dernière.
L'économie de cette elizate s'est basée sur l'agriculture et le bétail, puisque dans leur vallée, entourée de des plus hautes montagnes de la comarque, où se trouvent des terrains de niveau propices pour la pâture et l'ensemencement. Il est a souligner sa production d'herbes médicinales. L'activité minière est remarquable, depuis 1739 à 1751 on a exploité ses mines de cuivre et de Jaspe. Au début du XXe siècle on a ouvert à nouveau les mines et on a construit un chemin de fer pour le transport du minerai.

### Elizate d'Axpe
Tout comme les autres il a aussi été sous l'influence des seigneurs de Marzana dans la guerre de Bandes, du côté oñacien. Comme membre de la mérindade de Durango, il disposait de siège et vote au nombre de 9 dans ses Juntas et était régie par un fidèle.
En 1550 on a fondé l'église de San Martín en Marzana, avec la maison-tour des Marzana, et en 1552 l'ermitages de San Juan Bautista d'Axpe se transforme en paroisse (jusqu'alors la population elle était divisée entre les paroisses d'Abadiño et San agustín).
L'économie a été basée sur l'agriculture et le bétail. L'industrie minière a aussi été importante. On a exploité des mines de calcaire, cuivre, étain et plomb. Il a aussi eu des forges.

## Patrimoine

### Patrimoine religieux
Dans la municipalité, les églises paroissiales des anciennes elizates ont de l'importance ainsi que quelques maisons solaires (solariegas) et fermes (baserriak au pluriel en basque). À Arratzola se trouve la ferme considérée comme la plus ancienne de la Biscaye. Les moulins sont également remarquables, certains ont cessé de moudre il n'y a que quelques années.
- Église paroissiale de San Pedro: située à Apatamonasterio, conserve de l'ancien ermitage un ópulo gothique.
- Église paroissiale de San Miguel: située à Arratzola, a été construite en 1510 sur un petit ermitage. L'autel majeur est baroque et souligne l'ensemble sculptural de l'apostolat qui le sert de base.
- Église paroissiale de San Juan Bautista: située à Axpe, montre un porche ogival décadent. Il est de style isabélin[4], transition plateresque[5].
- Église paroissiale de San Martín: située à Marzana fait partie du complexe "palacien" (ensemble palais) bâti par les seigneurs de Marzana. On voit dans ses parois, sous la tour, le blason d'armes de la famille. Le retable est Renaissance mais de taille populaire.

## Personnalités de la commune
- Esteban de Úrizar : gouverneur du Pérou.

### Sources
- (es) Cet article est partiellement ou en totalité issu de l’article de Wikipédia en espagnol intitulé « Axpe Achondo » (voir la liste des auteurs).